# Stjepan Božić
Stjepan Božić (* 23. Oktober 1974 in Brežice) ist ein ehemaliger kroatischer Profiboxer. Als Amateur war er unter anderem Vize-Europameister 2000 im Mittelgewicht.

## Amateurkarriere
Stjepan Božić war Bronzemedaillengewinner der Junioren-Weltmeisterschaften 1992 in Kanada und Silbermedaillengewinner der Junioren-Europameisterschaften 1993 in Griechenland. Beide Erfolge erzielte er im Halbmittelgewicht. Anschließend boxte er im Mittelgewicht. Bei den Weltmeisterschaften 1995 in Deutschland schied er in der Vorrunde gegen Alberth Papilaya und bei den Weltmeisterschaften 1997 in Ungarn im Achtelfinale gegen Jean-Paul Mendy aus.
1998 gewann er Silber bei den Militär-Weltmeisterschaften in Deutschland und 1999 Bronze bei den Militärweltspielen in Kroatien.
2000 gewann er den Chemiepokal in Deutschland und qualifizierte sich damit für die Europameisterschaften 2000 in Finnland. Dort kam er, unter anderem mit einem Sieg gegen Carl Froch, bis ins Finale, wo er gegen Zsolt Erdei unterlag.

## Profikarriere
Stjepan Božić bestritt sein Profidebüt am 16. September 2000 in Frankreich. Im Juni 2005 schlug er Nader Hamdan (Bilanz: 38-3) beim Kampf um die WBF-Weltmeisterschaft im Supermittelgewicht und verteidigte den Titel im Dezember 2005 gegen Julio Vásquez (65-8).
2006 verlor er in Deutschland gegen die beiden Europameister David Gogiya (12-1) und Vitaliy Tsypko (18-1). Im August 2007 gewann er gegen Lolenga Mock (27-10) und wurde dadurch WBA Intercontinental Champion im Supermittelgewicht. Den Titel verteidigte er gegen Djamel Selini (18-7) und Roman Aramyan (25-7), ehe er den Titel im November 2009 an Dimitri Sartison (25-1) verlor. 2011 verlor er in Deutschland jeweils gegen Arthur Abraham (31-2) und Henry Weber (14-0).
Im Juni 2013 verlor er beim Kampf um den Titel WBC Silver im Supermittelgewicht gegen James DeGale (15-1) und verlor im März 2014 beim Kampf um den Titel WBC CISBB im Supermittelgewicht gegen Fjodor Tschudinow (9-0). Im Dezember 2014 unterlag er gegen Tyron Zeuge (15-0) beim Kampf um den Titel IBF International im Supermittelgewicht.